# Amt Reichenberg (Erbach)
Das Amt Reichenberg war ein Amt der Grafschaft Erbach und im Großherzogtum Hessen. Namensgebend war das Schloss Reichenberg, welches auch Sitz des Amtmanns war.

## Funktion
In der Frühen Neuzeit waren Ämter eine Ebene zwischen den Gemeinden und der Landesherrschaft. Die Funktionen von Verwaltung und Rechtsprechung waren hier nicht getrennt. Dem Amt stand ein Amtmann vor, der von der Landesherrschaft eingesetzt wurde. 

## Geschichte
Die Zent Reichelsheim war im Gegensatz zu den umliegenden Zenten kein kirchlicher Besitz, sondern Reichsgut. Um 1200 gelangten die Schenken von Erbach in den Besitz. Das Amt Reichenberg hatte bis 1551 den gleichen Umfang wie die Zent Reichelsheim. Mit dem Reichelsheimer Vertrag vom 12. Februar 1551 erwarb Erbach die breubergische Zent Oberkainsbach. Erbach ordnete nun die Orte der Zent Oberkainsbach (Ober-Kainsbach und Ober- und Unter-Gersprenz) dem Amt Reichenberg zu.
Bei der Teilung der Grafschaft 1718 gelangte das Amt Reichenberg in den Besitz des Familienzweigs der Grafen von Erbach-Erbach. Im Amt Reichenberg galt Erbacher Recht und – subsidiär – das Gemeine Recht, wenn das Erbacher Recht für einen Sachverhalt keine Regelung bot. Dieses Partikularrecht wurde erst zum 1. Januar 1900 von dem einheitlich im ganzen Deutschen Reich geltenden Bürgerlichen Gesetzbuch abgelöst
Mit der Rheinbundakte wurde 1806 die Grafschaft Erbach Teil des Großherzogtums Hessen und hier der Provinz Starkenburg. Der Graf von Erbach-Erbach übte jedoch weiterhin in dem von ihm zuvor regierten Gebiet Hoheitsrechte aus, das staatliche Gewaltmonopol war hier geteilt.
Ab 1821 kam es zu einer Justiz- und Verwaltungsreform, mit der auch die Trennung der Rechtsprechung von der Verwaltung auf unterer Ebene umgesetzt wurde. Die Ämter wurden aufgelöst, ihre Aufgaben hinsichtlich der Verwaltung neu gebildeten Landratsbezirken, die erstinstanzliche Rechtsprechung Landgerichten übertragen. In den „Souveränitätslanden“, in denen die Rechte der Standesherren dominierten, war das nicht ohne weiteres möglich. Hier schufen erst Vereinbarungen zwischen den adeligen Inhabern dieser Rechte und dem Staat die Grundlage für die Reform. Im Odenwald dominierten diesbezüglich die Grafen von Erbach. Ein entsprechendes Abkommen kam 1822 zustande. Der Kompromiss beinhaltete, dass die Standesherren ihre Rechte weiter ausübten, die Struktur, in der das geschah, aber der staatlichen angeglichen wurde. Daraufhin wurden der Großherzoglich Hessische Gräflich Erbach Erbach und Gräflich Erbach Fürstenauische Landraths-Bezirk Erbach und die Landgerichte Beerfelden und Michelstadt eingerichtet. Als damit auch das Amt Reichenberg aufgelöst wurde, übernahm seine Aufgaben hinsichtlich der Verwaltung der Landratsbezirk Erbach, die Rechtsprechung nahm das Landgericht Michelstadt wahr.

## Umfang
Zu dem Amt Reichenberg gehörten die Gemeinden
- Bockenrod
- Brensbach (erbachischer Anteil)[Anm. 1]
- Eberbach (anteilig)[Anm. 2]
- Erzbach
- Frohnhofen
- Groß-Gumpen
- Kirch-Beerfurth (erbachischer Anteil)[Anm. 3]
- Klein-Gumpen
- Laudenau
- Nieder-Kainsbach (erbachischer Anteil)[Anm. 4]
- Ober-Gesprenz
- Ober-Kainsbach
- Ober-Ostern
- Reichelsheim
- Schloss Reichenberg
- Rohrbach
- Unter-Gesprenz
- Unter-Ostern
- Winterkasten